# Mistrzostwa Świata w Short Tracku 2002
27. Mistrzostwa Świata w Short Tracku odbyły się w kanadyjskim Montrealu, w dniach 5–7 kwietnia 2002 roku.

## Klasyfikacja medalowa
| Lp. | Kraj              | Złoto | Srebro | Brąz | Razem |
| 1.  | Korea Południowa  | 8     | 6      | 1    | 15    |
| 2.  | Chiny             | 4     | 1      | 2    | 7     |
| 3.  | Bułgaria          | 0     | 2      | 2    | 4     |
| 3.  | Kanada            | 0     | 2      | 2    | 4     |
| 5.  | Włochy            | 0     | 1      | 2    | 3     |
| 6.  | Stany Zjednoczone | 0     | 0      | 2    | 2     |

## Medaliści
| Konkurencja | Złoto                                                                         | Srebro                                                                                 | Brąz                                                                             |
| Mężczyźni   |                                                                               |                                                                                        |                                                                                  |
| 500 metrów  | Kim Dong-sung                                                                 | Fabio Carta                                                                            | Ron Biondo                                                                       |
| 1000 metrów | Kim Dong-sung                                                                 | Ahn Hyun-soo                                                                           | Éric Bédard                                                                      |
| 1500 metrów | Kim Dong-sung                                                                 | Jonathan Guilmette                                                                     | Rusty Smith                                                                      |
| 3000 metrów | Kim Dong-sung                                                                 | Ahn Hyun-soo                                                                           | Fabio Carta                                                                      |
| Wielobój    | Kim Dong-sung                                                                 | Ahn Hyun-soo                                                                           | Fabio Carta                                                                      |
| Sztafeta    | Korea Południowa · Kim Dong-sung · Ahn Hyun-soo · Oh Se-jong · Lee Seung-jae  | Kanada · Éric Bédard · Jonathan Guilmette · Mathieu Turcotte · François-Louis Tremblay | Chiny · Li Ye · Li Jiajun · Liu Yingbao · Guo Wei                                |
| Kobiety     |                                                                               |                                                                                        |                                                                                  |
| 500 metrów  | Yang Yang (A)                                                                 | Ewgenija Radanowa                                                                      | Fu Tianyu                                                                        |
| 1000 metrów | Yang Yang (A)                                                                 | Ko Gi-hyun                                                                             | Ewgenija Radanowa                                                                |
| 1500 metrów | Yang Yang (A)                                                                 | Ko Gi-hyun                                                                             | Amélie Goulet-Nadon                                                              |
| 3000 metrów | Choi Eun-kyung                                                                | Ewgenija Radanowa                                                                      | Ko Gi-hyun                                                                       |
| Wielobój    | Yang Yang (A)                                                                 | Ko Gi-hyun                                                                             | Ewgenija Radanowa                                                                |
| Sztafeta    | Korea Południowa · Choi Eun-kyung · Choi Min-kyung · Joo Min-jin · Ko Gi-hyun | Chiny · Wang Wei · Liu Xiaoying · Wang Chunlu · Fu Tianyu                              | Kanada · Alanna Kraus · Amélie Goulet-Nadon · Annie Perreault · Marie-Ève Drolet |